# المهق في مالاوي
المهق في مالاوي يشير إلى تجارب الأشخاص المصابين بالمهق في مالاوي، وكثير منهم يواجهون التمييز والعنف، ومحدودية الوصول إلى الرعاية الصحية والتعليم. المهق هو حالة وراثية تنتج عن نقص الميلانين، مما يجعل الأفراد أكثر عرضة لأشعة الشمس ومشاكل الرؤية.

## قضايا حقوق الإنسان
منذ عام 2014، تم الإبلاغ عن أكثر من 170 هجومًا على الأشخاص المصابين بالمهق في مالاوي، بما في ذلك عمليات القتل والعبث بالقبور. غالبًا ما ترتبط هذه الهجمات بمعتقدات بأن أجزاء جسم الأشخاص المصابين بالمهق تجلب الحظ أو الثروة.
في عام 2022، أدانت محكمة مالاوية 12 فردًا، من بينهم ضابط شرطة وكاهن، بتهمة قتل رجل يبلغ من العمر 22 عامًا مصاب بالمهق. وقد أدين سبعة منهم ببيع أجزاء من جسده.

## الصحة والتعليم
يواجه الأشخاص المصابون بالمهق في مالاوي تحديات صحية كبيرة، خاصة فيما يتعلق بسرطان الجلد بسبب زيادة الحساسية للأشعة فوق البنفسجية. غالبًا ما يكون الوصول إلى الرعاية الصحية الكافية والتدابير الوقائية، مثل واقي الشمس والملابس الواقية، محدودًا، خاصة في المناطق الريفية.
كما تعيق التمييز ونقص الموارد الفرص التعليمية للأشخاص المصابين بالمهق. يمكن أن تؤثر الإعاقات البصرية المرتبطة بالمهق على التعلم، وبدون الدعم المناسب، يعاني العديد من الأطفال المصابين بالمهق أكاديميًا.

## الدعوة والتمثيل
في عام 2019، ترشح ستة أفراد مصابين بالمهق لمناصب برلمانية وحكومية محلية في مالاوي، بهدف مكافحة الوصمة من خلال المشاركة السياسية.
في عام 2021، رحب برلمان مالاوي بأول مشرع منتخب مصاب بالمهق، أوفرستون كوندوي، مما يمثل خطوة مهمة نحو الإدماج.

## استجابة الحكومة والمجتمع الدولي
حذرت الأمم المتحدة من أن الأشخاص المصابين بالمهق في مالاوي معرضون لخطر "الانقراض المنهجي" بسبب الهجمات المتواصلة التي تغذيها الخرافات.
بُذلت جهود لدمج الأشخاص المصابين بالمهق في أدوار الخدمة العامة. في عام 2022، رحبت خدمة الشرطة في مالاوي بأول ضباطها المصابين بالمهق، بهدف استعادة الثقة في تطبيق القانون.